# 郭家強
郭家強（英語：Keith Kwok Ka Keung；1951年8月12日—），出生於香港，前環境運輸及工務局常任秘書長（環境）／環境保護署署長、政府產業署署長、珠海學院副校長（行政）。

## 簡介
郭家強於早年就讀聖保羅書院，1974年畢業於香港大學，同年加入政務職系，並於1996年1月晉升為首長級乙一級政務官。曾在多個決策局及部門服務，包括房屋署、民政科、社會服務科、新界民政署、民政署、政務總署、運輸科、公務員薪俸及服務條件常務委員會、註冊總署、保安科、工務科及前新機場工程統籌署。
- 1992年7月至1994年8月：副保安司
- 1994年9月至1998年1月：副工務司（計劃及資源）
- 1998年1月至1999年2月：新機場工程統籌署署長
- 1999年5月至2001年3月：香港警務處財務、政務及策劃處處長[3]
- 2001年3月至2004年6月：工務局副局長（後改稱環境運輸及工務局副秘書長（工務））
- 2004年7月至2006年5月：環境運輸及工務局常任秘書長（環境）／環境保護署 (香港)署長
- 2006年6月至2011年10月：政府產業署署長
- 2016年1月至2016年10月：珠海學院副校長（行政）[4]
- 2017年1月至今:九廣鐵路公司高級行政經理,公司秘書